# Combinado nórdico nos Jogos Olímpicos de Inverno de 2010 - Equipes
As competições de equipes do combinado nórdico nos Jogos Olímpicos de Inverno de 2010 foram realizadas no dia 23 de fevereiro de 2010 no Parque Olímpico de Whistler.

## Medalhistas
|  | AUT Áustria                                                |  | USA Estados Unidos                                      |  | GER Alemanha                                                |
|  | Bernhard Gruber David Kreiner Felix Gottwald Mario Stecher |  | Brett Camerota Todd Lodwick Johnny Spillane Bill Demong |  | Johannes Rydzek Tino Edelmann Eric Frenzel Björn Kircheisen |

## Resultados

### Salto de esqui
A competição de saltos define a ordem de largada das equipes no cross-country. Cada ponto de diferença em relação à primeira colocada resulta em 1,33 segundos de atraso na largada.
| Pos. | Nº | País                                                                            | Distância (m)           | Pontos                        | Diferença de tempo |
| ---- | -- | ------------------------------------------------------------------------------- | ----------------------- | ----------------------------- | ------------------ |
| 1    | 5  | FIN Finlândia Janne Ryynänen Jaakko Tallus Hannu Manninen Anssi Koivuranta      | 138.5 129.5 130.0 136.0 | 507.0 134.2 120.3 120.5 132.0 | 0:00               |
| 2    | 6  | USA Estados Unidos Brett Camerota Todd Lodwick Bill Demong Johnny Spillane      | 133.5 136.5 131.5 134.0 | 505.8 122.3 132.2 123.8 127.5 | 0:02               |
| 3    | 10 | AUT Áustria Mario Stecher David Kreiner Bernhard Gruber Felix Gottwald          | 130.5 126.5 136.0 125.0 | 479.9 121.7 114.7 131.0 112.5 | 0:36               |
| 4    | 2  | JPN Japão Daito Takahashi Akito Watabe Norihito Kobayashi Taihei Kato           | 136.5 125.0 124.0 132.5 | 475.9 132.2 112.0 110.0 121.7 | 0:41               |
| 5    | 8  | FRA França François Braud Sébastien Lacroix Maxime Laheurte Jason Lamy-Chappuis | 128.5 123.5 128.5 135.0 | 474.7 117.7 110.3 117.7 129.0 | 0:43               |
| 6    | 9  | GER Alemanha Tino Edelmann Johannes Rydzek Björn Kircheisen Eric Frenzel        | 123.0 129.0 132.0 129.5 | 473.3 109.0 119.0 124.5 120.8 | 0:45               |
| 7    | 7  | NOR Noruega Espen Rian Jan Schmid Magnus Moan Petter L. Tande                   | 128.0 121.5 131.5       | 468.4 117.0 105.8 122.8       | 0:51               |
| 8    | 4  | CZE República Checa Aleš Vodseďálek Miroslav Dvořák Tomáš Slavík Pavel Churavý  | 123.0 124.0 125.5 132.0 | 457.3 109.0 110.5 113.3 124.5 | 1:06               |
| 9    | 1  | SUI Suíça Tim Hug Seppi Hurschler Tommy Schmid Ronny Heer                       | 123.5 121.0 131.5 117.0 | 436.6 110.3 105.0 122.8 98.5  | 1:34               |
| 10   | 3  | ITA Itália Lukas Runggaldier Armin Bauer Giuseppe Michielli Alessandro Pittin   | 126.5 114.0 112.5 122.5 | 402.6 113.7 92.0 89.7 107.2   | 2:19               |

### Cross-country
| Pos.              | Nº | País                                                                            | Atraso na largada | Tempo total                             | Pos. | Diferença |
| ----------------- | -- | ------------------------------------------------------------------------------- | ----------------- | --------------------------------------- | ---- | --------- |
| Medalha de ouro   | 3  | AUT Áustria Bernhard Gruber David Kreiner Felix Gottwald Mario Stecher          | 0:36              | 48:55.6 11:57.7 11:49.0 12:04.3 13:04.6 | 1    | 0.0       |
| Medalha de prata  | 2  | USA Estados Unidos Brett Camerota Todd Lodwick Johnny Spillane Bill Demong      | 0:02              | 49:34.8 12:28.0 11:52.3 12:18.8 12:55.7 | 4    | +5.2      |
| Medalha de bronze | 6  | GER Alemanha Johannes Rydzek Tino Edelmann Eric Frenzel Björn Kircheisen        | 0:45              | 49:06.1 11:56.2 11:58.0 12:13.6 12:58.3 | 2    | +19.5     |
| 4                 | 5  | FRA França Maxime Laheurte François Braud Sébastien Lacroix Jason Lamy-Chappuis | 0:43              | 49:28.4 11:53.3 12:02.3 12:34.7 12:58.1 | 3    | +39.8     |
| 5                 | 7  | NOR Noruega Jan Schmid Espen Rian Petter L. Tande Magnus Moan                   | 0:51              | 49:34.9 11:51.4 12:13.5 12:32.9 12:57.1 | 5    | +54.3     |
| 6                 | 4  | JPN Japão Taihei Kato Daito Takahashi Akito Watabe Norihito Kobayashi           | 0:41              | 50:04.8 12:01.8 12:07.3 12:38.3 13:17.4 | 6    | +1:14.2   |
| 7                 | 1  | FIN Finlândia Janne Ryynänen Jaakko Tallus Anssi Koivuranta Hannu Manninen      | 0:00              | 51:53.1 12:32.6 12:46.8 13:12.9 13:20.8 | 8    | +2:21.5   |
| 8                 | 8  | CZE República Checa Aleš Vodseďálek Miroslav Dvořák Tomáš Slavík Pavel Churavý  | 1:06              | 51:44.2 12:51.5 12:10.8 13:08.1 13:33.8 | 7    | +3:18.6   |
| 9                 | 9  | SUI Suíça Seppi Hurschler Tim Hug Tommy Schmid Ronny Heer                       | 1:34              | 52:15.8 12:02.2 12:31.7 13:38.8 14:03.1 | 10   | +4:18.2   |
| 10                | 10 | ITA Itália Alessandro Pittin Giuseppe Michielli Lukas Runggaldier Armin Bauer   | 2:19              | 51:55.5 12:07.8 12:20.2 13:27.5 14:00.0 | 9    | +4:42.9   |

Legenda
| Recorde mundial      | Recorde mundial (World record)               |                       | Recorde africano                      | Recorde africano (African) |                                           | Q | Classificado por posição (Qualified) |
| Recorde olímpico     | Recorde olímpico (Olympic record)            | Recorde da América    | Recorde da América (Americas)         | q                          | Classificado por melhor tempo (Qualified) |   |                                      |
| Melhor marca do ano  | Melhor marca do ano (World leading)          | Recorde asiático      | Recorde asiático (Asian)              | DNS                        | Não largou (Did not start)                |   |                                      |
| Recorde nacional     | Recorde nacional (National record)           | Recorde europeu       | Recorde europeu (European)            | DNF                        | Não terminou (Did not finish)             |   |                                      |
| Recorde pessoal      | Recorde pessoal do atleta (Personal best)    | Recorde da Oceania    | Recorde da Oceania (Oceania)          | DSQ / DQ                   | Desclassificado (Disqualified)            |   |                                      |
| Recorde da temporada | Recorde da temporada do atleta (Season best) | Recorde sul-americano | Recorde sul-americano (South America) | NM                         | Sem marca (No mark)                       |   |                                      |